# Isla Andres Garcia
Isla Andres Garcia är en ö i Mexiko. Den ligger i delstaten Tabasco, i den sydöstra delen av landet. Arean är 2,0 kvadratkilometer. Orten Andrés García ligger på ön.